# Велика Госпојина (Грчка)
Велика Госпојина (грч. Κοίμησις της Θεοτόκου, Кимисис тис Теотоку) је насељено место у општини Лерин у периферији Западна Македонија, Грчка. Према попису из 2021. године било је 2 становника.
Насеље је подигнуто шездесетих година 20. века и носи назив по цркви посвећеној Успењу Пресвете Богородице. Први пут се помиње на попису из 1971. године без становника.